# Ireti Amojo
Ireti Joanne Amojo (* 9. Juni 1990 in Berlin) ist eine ehemalige deutsche Basketballspielerin.

## Laufbahn
Amojo spielte bei unterschiedlichen Vereinen in ihrer Heimatstadt Berlin (Basketball Berlin Süd, BBC Berlin, TuS Lichterfelde, Berlin Baskets). Zwischenzeitlich spielte die 1,77 Meter große Flügelspielerin als Austauschschülerin an der Auburn-Riverside High School im US-Bundesstaat Washington.
Zwischen 2009 und 2013 studierte und spielte Amojo an der Washington State University. Aufgrund von zwei Kreuzbandrissen musste sie in dieser Zeit lange Verletzungspausen einlegen. Nach ihrer Rückkehr nach Deutschland verstärkte sie im Spieljahr 2013/14 den Bundesligisten ChemCats Chemnitz, gefolgt von drei Jahren (2014 bis 2017) beim Herner TC, für den sie ebenfalls in der Bundesliga auflief.
In der Saison 2017/18 spielte Amojo für den TuS Lichterfelde in der 2. Bundesliga, während sie beruflich als wissenschaftliche Mitarbeiterin im Fachbereich Wirtschaftswissenschaft an der Freien Universität Berlin tätig wurde. Ab 2018 verstärkte sie Alba Berlin, ebenfalls in der zweiten Liga. Sie spielte bis 2020 für Alba Berlin und übernahm in dem Verein anschließend Aufgaben in der Leitung des Mädchen- und Frauenbereichs.
Bei der Weltmeisterschaft der Männer 2023 war Amojo bei Übertragungen im Studio des Senders Magenta Sport als Kommentatorin tätig. Außerdem tritt sie seit Oktober 2023 als Basketball-Expertin bei Ran NBA auf ProSieben Maxx auf.

### Nationalmannschaft
Amojo nahm in den Altersbereichen U16, U18 und U20 mit der deutschen Nationalmannschaft an Europameisterschaften teil. Bei der U16-B-EM im Jahr 2006 war sie mit 14 Punkten pro Begegnung beste deutsche Korbschützin. Für die A-Nationalmannschaft bestritt sie zwischen 2014 und 2016 21 Länderspiele.